# Hollersbach im Pinzgau
Hollersbach im Pinzgau este o comună în regiunea Pinzgau, landul Salzburg, Austria. Ea este situată în Parcul Național Hohe Tauern în apropiere de izvorul râului Saalach.